# Ruessei Srok Khang Kaeut
Ruessei Srok Khang Kaeut (ឫស្សី ស្រុក ខាងកើត), tiếng Việt là Ruessei Srok Đông, là một xã của huyện Kampong Trach tỉnh Kampot Vương quốc Campuchia.

## Địa lý
Ruessei Srok Khang Kaeut là một xã giáp biên giới với Việt Nam, phía nam là phường Mỹ Đức, thành phố Hà Tiên của Việt Nam. Mã hành chính của Ruessei Srok Khang Kaeut là 07-06-13. Ruessei Srok Khang Kaeut tiếp giáp xã Ruessei Srok Khang Lech (Ruessei Srok Tây) ở phía tây, xã Kampong Trach Khang Kaeut (Kampong Trach Đông) ở phía bắc, và các xã Boeng Sala Khang Cheung (Boeng Sala Bắc), Boeng Sala Khang Tboung (Boeng Sala Nam) ở phía đông bắc và đông. Ruessei Srok Khang Kaeut gồm các làng (sóc) sau: Ruessei Srok, Kaoh Snouk, Thnong, Anlong Thngan.